# Night Ranger
Night Ranger, amerikanskt rockband bildat i San Francisco, Kalifornien år 1981. Gruppen är mest känd för låten "Sister Christian".

## Medlemmar
Nuvarande medlemmar
- Kelly Keagy – trummor, slagverk, sång (1982–1989, 1991– )
- Brad Gillis – sologitarr, rytmgitarr, bakgrundssång (1982–1989, 1991– )
- Jack Blades – basgitarr, sång, akustisk gitarr, rytmgitarr (1982–1989, 1996– )
- Eric Levy – keyboard, bakgrundssång (2011– )
- Keri Kelli – sologitarr, rytmgitarr (2014– )

Tidigare medlemmar
- Alan Fitzgerald – keyboard, bakgrundssång (1982–1988, 1996–2003)
- Jeff Watson – sologitarr, rytmgitarr, bakgrundssång (1982–1989, 1991, 1996–2007)
- Jesse Bradman – keyboard, bakgrundssång (1988–1989)
- Gary Moon – basgitarr, sång (1991–1996)
- David Zajicek – rytmgitarr, keyboard, bakgrundssång (1993–1996)
- Michael Lardie – keyboard, bakgrundssång (2003–2007)
- Reb Beach – sologitarr, rytmgitarr, bakgrundssång (2007–2008)
- Christian Cullen – keyboard, bakgrundssång (2007–2011)
- Joel Hoekstra – sologitarr, rytmgitarr, bakgrundssång (2008–2014)
- Brandon Ethridge – keyboard, bakgrundssång (2012)

## Diskografi
Studioalbum
- 1982 – Dawn Patrol
- 1983 – Midnight Madness
- 1985 – 7 Wishes
- 1987 – Big Life
- 1988 – Man in Motion
- 1995 – Feeding off the Mojo
- 1997 – Neverland
- 1998 – Seven
- 2007 – Hole in the Sun
- 2011 – Somewhere in California
- 2014 – High Road
- 2017 – Don't Let Up
- 2021 – ATBPO

Livealbum
- 1990 – Live in Japan
- 1997 – Rock in Japan '97
- 2005 – Rock Breakout Years: 1984
- 2006 – The Best of Night Ranger Live
- 2007 – Night Ranger Live
- 2007 – Extended Versions
- 2008 – Rockin' Shibuya 2007
- 2012 – 24 Strings & a Drummer

Singlar
- 1983 – "Don't Tell Me You Love Me"
- 1983 – "Sing Me Away"
- 1983 – "(You Can Still) Rock in America"
- 1984 – "Sister Christian"
- 1984 – "When You Close Your Eyes"
- 1985 – "Sentimental Street"
- 1985 – "Four in the Morning (I Can't Take Anymore)"
- 1985 – "Goodbye"
- 1987 – "The Secret of My Success"
- 1987 – "Hearts Away"
- 1988 – "I Did It for Love"
- 1988 – "(Don't Start Thinking) I'm Alone Tonight"